# 미즈누마역
미즈누마역(일본어: 水沼駅, みずぬまえきき)은 일본 군마현 미도리시에 있는 와타라세 계곡 철도 와타라세 계곡선의 역이다. 역 번호는 WK08이다.

## 역 구조
상대식 승강장 2면 2선의 지상역으로 무인역이다. 자동 매표기는 온천 센터 역 측 입구에 있다.

### 승강장
| (역사측) | ■ 와타라세 계곡선 하행 | 고도・쓰도・마토 방면 |
| (온천측) | ■ 와타라세 계곡선 상행 | 오마마・기류 방면     |

## 역 주변
- 미즈누마 역 온천 센터
- 기류 시 관공서 구로호네 지소
- 구로호네 역사 민속 자료관
- 구로호네 사회 체육관
- 미즈누마 제사소 흔적
- 미즈누마 우체국
- 국도 제122호선
- 기류 시립 구로호네 중학교
- 기류 시립 구로호네 초등학교

## 역사
- 1912년 9월 5일: 아시오 철도 미즈누마 정차장으로 개업.
- 1918년 6월 1일: 국유화되어 국유철도 아시오 선의 역이 됨.
- 1987년 4월 1일: 국철 분할 민영화로 동일본여객철도의 아시오 선 미즈누마역이 됨.
- 1989년 3월 29일: 와타라세 계곡 철도에 이관되어 와타라세 계곡선의 미즈누마 역이 되고 동시에 무인화.

## 인접역
| ■ 와타라세 계곡 철도 와타라세 계곡선 | ■ 와타라세 계곡 철도 와타라세 계곡선 | ■ 와타라세 계곡 철도 와타라세 계곡선 |
| ------------------------------------ | ------------------------------------ | ------------------------------------ |
| WK07 모토주쿠 기류 방면              |                                      | 하나와 WK09 마토 방면                |